# Coleomegilla maculata

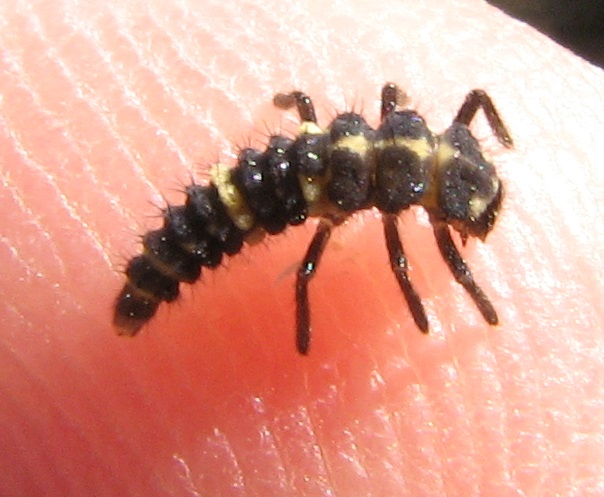
Coleomegilla maculata lengi larva

La mariquita rosa (Coleomegilla maculata) es una especie de coleóptero polífago de la familia Coccinellidae nativa de América del Norte; se encuentra en la mayor parte de Nueva York, el sur de Ontario y el sur de Nueva Inglaterra, en el sur, en los estados centrales y del este y oeste. Puede ser muy común.

## Características
C. maculata, es de tamaño mediano (alrededor de 5-6 mm), color rosa a rojo, oval, con seis puntos en los élitros. El área posterior de la cabeza a menudo es de color rosado o amarillento, con dos grandes marcas triangulares negras, el color de fondo varía del anaranjado al rojo, las manchas pueden ser más o menos grandes, pero nunca confluentes. Las manchas del pronoto pueden no estar totalmente separadas. 
Las larvas de C. maculata son oscuras y con tres pares de patas prominentes, de hasta 9 mm de longitud. Los huevos son fusiformes y pequeños, alrededor de 1 mm de largo. 

## Hábitat
Prefiere hábitats húmedos, donde puede llegar a ser abundante. Los adultos se congregan en grandes grupos bajo la hojarasca o rocas para pasar el invierno. Se los encuentra en cultivos atacados por pulgones, tales como trigo, sorgo, alfalfa, soja, algodón, patatas, maíz dulce, guisantes, frijoles, col, tomates, espárragos, manzanas y otros.

## Control de plagas
C. maculata adultos y sus larvas son importantes depredadores de pulgones; también se alimentan de ácaros, huevos de insectos y larvas pequeñas. A diferencia de la mayoría de los coccinélidos, el polen de las plantas puede constituir hasta el 50% de la dieta. Presas notificadas incluyen pulgones, huevos del barrenador europeo del maíz, de la col, oruga de otoño (Hyphantria cunea), gusano del maíz, escarabajo del espárrago, escarabajo mexicano del frijol, y huevos y larvas del escarabajo de la papa de Colorado (Leptinotarsa decemlineata). En los ensayos para evaluar este mariquita para el Control biológico del escarabajo de la papa de Colorado, parece preferir los áfidos a los huevos y larvas del escarabajo. 

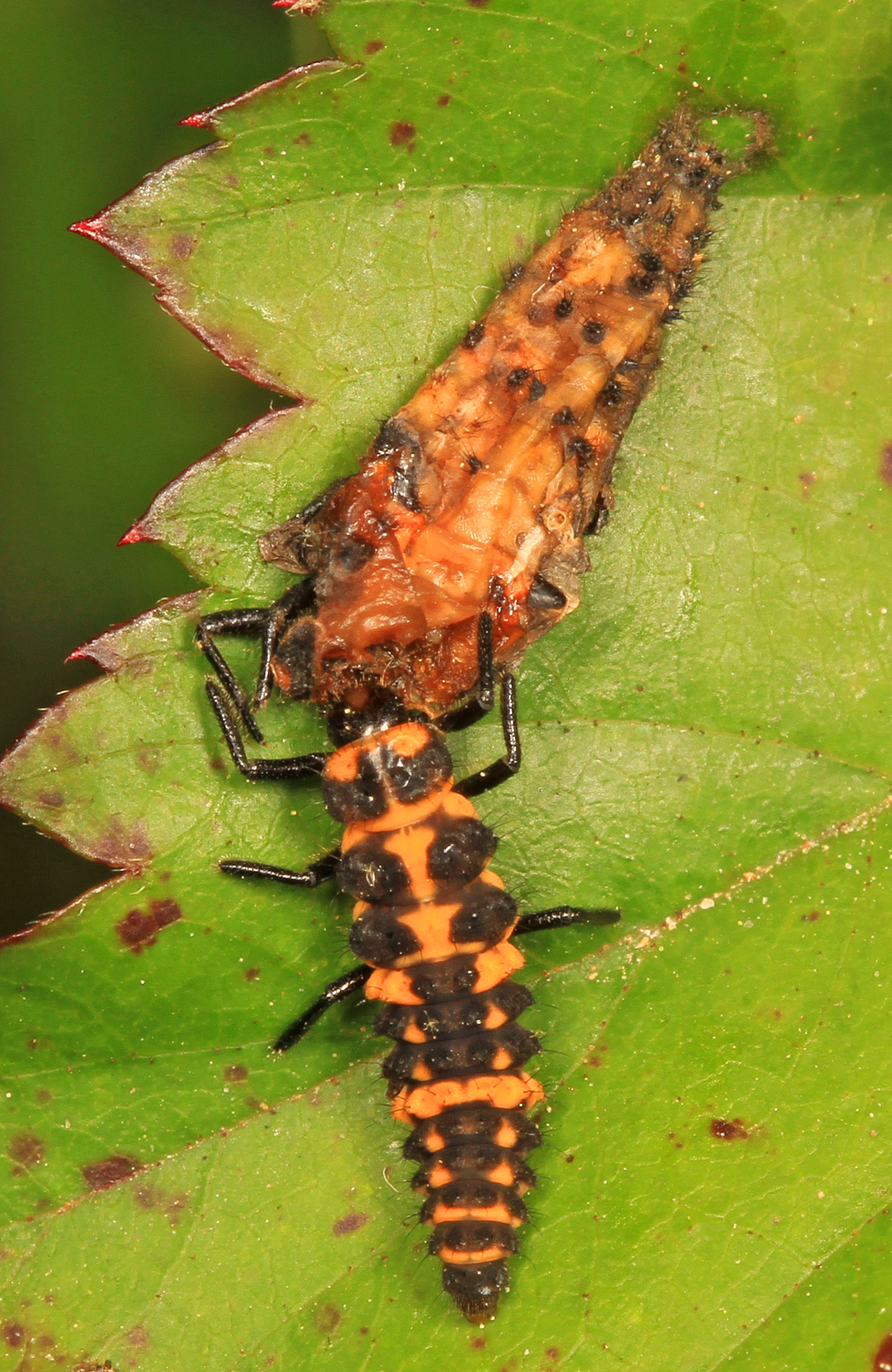
Larva

## Ciclo de vida

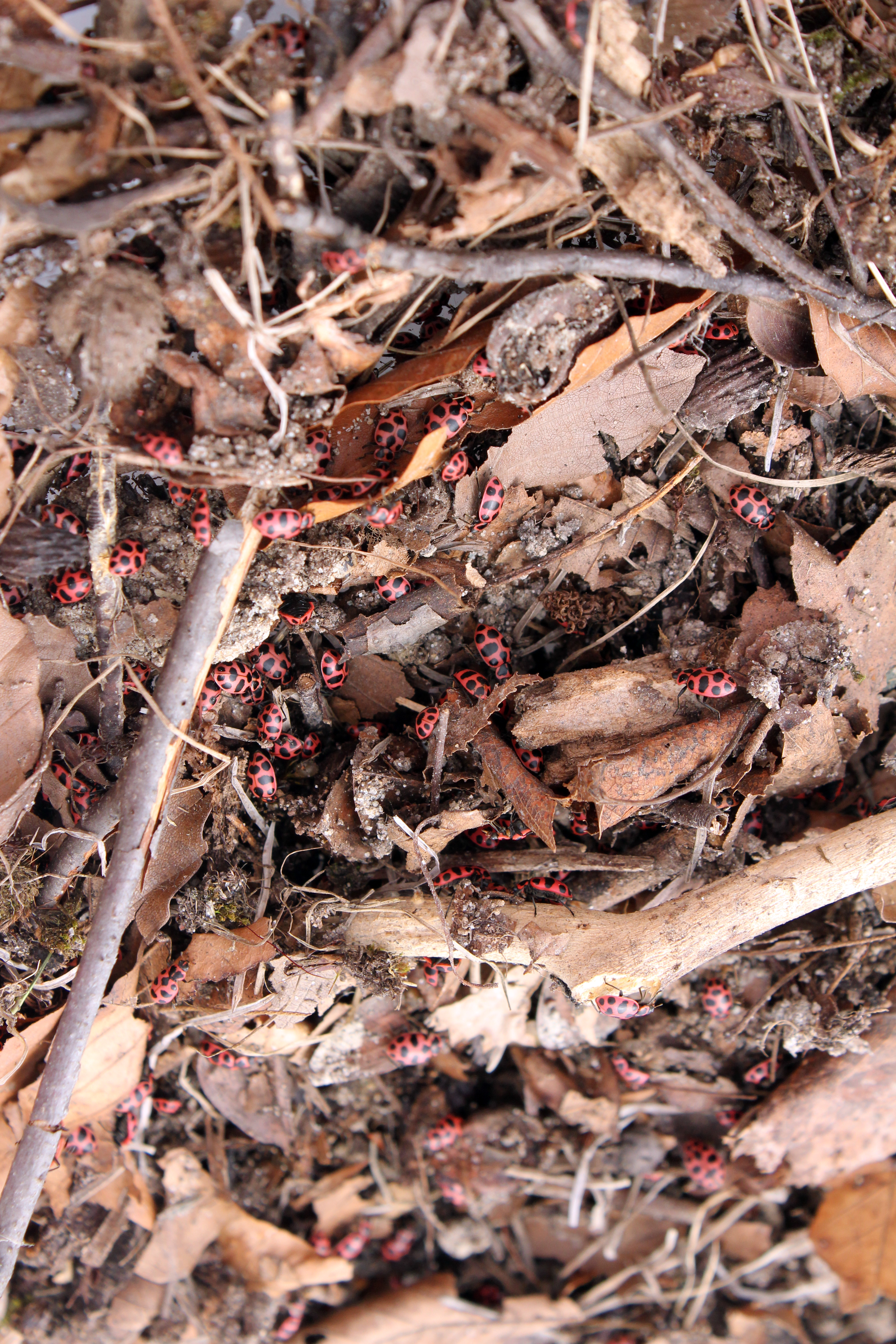
Mariquita rosa en invierno

Los adultos pasan el invierno en grandes concentraciones debajo de hojarasca o piedras, a lo largo de los setos o en zonas protegidas a lo largo de los bordes de los campos cultivados, especialmente campos sembrados con maíz en la temporada anterior. Emergen en la primavera y empiezan su busca de presas y de lugares apropiados para desovar, con frecuencia cerca de sembrados. A menudo se dispersan recorriendo el suelo.
La hembra puede poner de 200 a más de 1000 huevos durante un periodo de tres meses que comienza en la primavera o principios de verano. Los huevos son depositados por lo general cerca de las presas como los áfidos, a menudo en pequeños grupos en lugares protegidos en las hojas y los tallos. Las larvas crecen de alrededor de 1 mm a 5.6 mm de longitud y pueden recorrer hasta 12 metros en busca de presas. Las larvas se adhieren por el abdomen a una hoja u otra superficie para pupar. La fase de pupa puede durar de 3 a 12 días según la temperatura.
Se pueden encontrar adultos desde abril hasta fines de septiembre y pueden ser las mariquitas más comúnmente observadas en el maíz, las papas y los cultivos mixtos. Pueden ser especialmente abundantes hacia el final de la temporada, cuando los adultos se agrupan para el apareamiento y la hibernación. Hay de dos a cinco generaciones por año.

## Conservación
Debido a que el polen es un componente esencial de la dieta de Coleomegilla, la siembra o la conservación de refugios de plantas que florecen temprano con una alta carga de polen puede ser beneficioso especialmente para proporcionar una fuente de alimento durante la primavera antes de la acumulación de los áfidos. Los dientes de león, por ejemplo, se han registrado como una fuente de polen muy utilizada por los adultos en los campos de papa a finales de primavera. 

## Susceptibilidad a los plaguicidas
Es probable que sean tolerantes a los plaguicidas en las tasas de aplicación recomendadas. Los adultos invernantes pueden ser menos susceptibles que los adultos activos y las larvas.